# Ceraclea brevis
Ceraclea brevis är en nattsländeart som först beskrevs av David Etnier 1968.  Ceraclea brevis ingår i släktet Ceraclea och familjen långhornssländor. Inga underarter finns listade i Catalogue of Life.